# L'Enfant de la haute mer (recueil)
Pour les articles homonymes, voir L'Enfant de la haute mer.
L'Enfant de la haute mer est un recueil de huit nouvelles de l'écrivain français Jules Supervielle. Il est paru en 1931 aux éditions de la Librairie Gallimard (aujourd'hui les éditions Gallimard). Il reprend cinq contes parus en revue (entre 1924 et 1930) et en ajoute trois inédits. Tous évoquent des personnages en marge avec des éléments de fantastique.

## Sommaire
Le recueil propose huit nouvelles dans cet ordre :
1. L'Enfant de la haute mer (1928)[1]
2. Le Bœuf et l'Âne de la crèche (1930)[2]
3. L'Inconnue de la Seine (1929)[3]
4. Les Boiteux du ciel (1929)[4]
5. Rani (1931, inédit)
6. La Jeune Fille à la voix de violon (1931, inédit)
7. Les Suites d'une course (1931, inédit)
8. La Piste et la Mare (1924)[5]

## Commentaires
Ce recueil regroupe des nouvelles très différentes mais comportant toutes un élément de fantastique. Dans leur ensemble, elles traitent de personnages en marge, délaissés, en décalage, perdus entre la vie et la mort, la vérité et la fiction pure.
Trois d'entre elles parlent de personnages à mi-chemin entre la vie et la mort. L'Enfant de la haute mer est une petite fille prisonnière d'une rue flottante, suscitée par la force du souvenir de son père, qui songe à sa fille morte, alors qu'il effectue un voyage en mer. L'Inconnue de la Seine (inspiré du fait divers connu sous ce nom) est une jeune femme noyée qui dérive jusqu'au fond de l'océan où elle doit apprendre à vivre selon les coutumes des autres noyés. Les Boiteux du ciel sont un couple qui s'est raté dans la vie et se retrouve après leur mort dans un espace céleste où s'ennuient les Ombres des anciens habitants de la Terre.
Les cinq autres parlent de personnages en marge. Le Bœuf et l'Âne de la crèche racontent la Nativité chrétienne de leur point de vue émerveillé. Rani est un jeune Indien rejeté par sa tribu après avoir été défiguré, et qui va acquérir un étrange pouvoir de vengeance. La Jeune Fille à la voix de violon garde le silence car elle pense que son étrange voix révèle ses sentiments. Les Suites d'une course sont la métamorphose d'un homme en cheval, adopté par son ex-fiancée. La Piste et la Mare voient la fin sordide d'un vagabond et vendeur itinérant, vengé par un animal.

## Extraits
Le début de L'Enfant de la haute mer :

« Comment s'était formée cette rue flottante ? Quels marins, avec l'aide de quels architectes, l'avaient construite dans le haut Atlantique à la surface de la mer, au-dessus d'un gouffre de six mille mètres ? Cette longue rue aux maisons de briques rouges si décolorées qu'elles prenaient une teinte gris-de-France, ces toits d'ardoise, de tuile, ces humbles boutiques immuables ? Et ce clocher très ajouré ? Et ceci qui ne contenait que de l'eau marine et voulait sans doute être un jardin clos de murs, garnis de tessons de bouteilles, par-dessus lesquels sautait parfois un poisson ? Comment cela tenait-il debout sans même être ballotté par les vagues ? Et cette enfant de douze ans si seule qui passait en sabots d'un pas sûr dans la rue liquide, comme si elle marchait sur la terre ferme ? Comme se faisait-il... ? Nous dirons les choses au fur et à mesure que nous les verrons et que nous saurons. Et ce qui doit rester obscur le sera malgré nous. »

Le début du Bœuf et l'Âne de la crèche  :

« Sur la route de Bethléem, l'âne conduit par Joseph portait la Vierge : elle pesait peu, n'étant occupée que de l'avenir en elle. Le bœuf suivait, tout seul. Arrivés en ville, les voyageurs pénétrèrent dans une étable abandonnée et Joseph se mit aussitôt au travail. [...] Une voix légère mais qui vient de traverser tout le ciel les réveille bientôt. Le bœuf se lève, constate qu'il y a dans la crèche un enfant nu qui dort et, de son souffle, le réchauffe avec méthode, sans rien oublier. D'un souriant regard, la Vierge le remercie. Des êtres ailés entrent et sortent feignant de ne pas voir les murs qu'ils traversent avec tant d'aisance. [...] À l'aube, le bœuf se lève, pose ses sabots avec précaution, craignant de réveiller l'enfant, d'écraser une fleur céleste, ou de faire du mal à un ange. Comme tout est devenu merveilleusement difficile ! »

Le début de L'Inconnue de la Seine :

« “Je croyais qu'on restait au fond du fleuve, mais voilà que je remonte”, pensait confusément cette noyée de dix-neuf ans qui avançait entre deux eaux. [...] Enfin elle avait dépassé Paris et filait maintenant entre des rives ornées d'arbres et de pâturages, tâchant de s'immobiliser, le jour, dans quelque repli du fleuve, pour ne voyager que la nuit, quand la lune et les étoiles viennent seules se frotter aux écailles des poissons. “Si je pouvais atteindre la mer, moi qui ne crains pas maintenant la vague la plus haute.” Elle allait sans savoir que sur son visage brillait un sourire tremblant mais plus résistant qu'un sourire de vivante, toujours à la merci de n'importe quoi. Atteindre la mer, ces trois mots lui tenaient maintenant compagnie dans le fleuve. »

Le début des Boiteux du ciel :

« Les Ombres des anciens habitants de la Terre se trouvaient réunies dans un large espace céleste ; elles marchaient dans l'air comme des vivants l'eussent fait sur terre. Et celui qui avait été un homme de la préhistoire se disait : “Ce qu'il nous faudrait, voyez-vous, c'est une bonne caverne spacieuse, bien abritée, et quelques pierres pour faire du feu. Mais quelle misère ! Rien de dur autour de nous, rien que des spectres et du vide.” Et le père de famille des temps modernes introduisait avec précaution ce qu'il prenait pour sa clef dans le trou de sa serrure et faisait mine de fermer sa porte avec le plus grand soin. [...] Oui, tout cela, maisons, cavernes, portes, et même les faces des gros bourgeois qui avaient eu un jour le teint couperosé, n'étaient plus maintenant que des ombres grises qui se souvenaient, de grands mutilés de tout leur corps, des fantômes de gens, de villes, de fleuves, de continents, car on retrouvait là-haut une Europe aérienne avec la France, tout entière, son Cotentin et sa Bretagne, péninsules dont elle n'avait pas voulu se séparer, et une Norvège dont pas un fjord ne manquait. »